# Phyllis Shand Allfrey
Phyllis Byam Shand Allfrey (24 tháng 10 năm 1908 - 4 tháng 2 năm 1986) là một nhà văn Tây Ấn, nhà hoạt động xã hội chủ nghĩa, biên tập viên báo chí và chính trị gia của đảo Dominica ở Caribe. Bà được biết đến với cuốn tiểu thuyết đầu tiên của mình, The Orchid House (1953), dựa trên cuộc sống ban đầu của chính mình, vào năm 1991 đã được chuyển thành một mini serie truyền hình trên Channel 4 tại Vương quốc Anh.

## Thơ ấu và bối cảnh
Sinh ra ở Roseau, Dominica, West Indies vào năm 1908, bà là con gái của Francis Byam Berkeley Shand và Elfreda (nhũ danh Nicholls), và được rửa tội Phyllis Byam. Gia đình định cư của cha bà đã được thành lập từ lâu ở Roseau. Có nguồn gốc từ Tây Ấn từ thế kỷ 17, Phyllis sau đó tự mô tả mình là "một người Tây Ấn còn lại sau hơn 300 năm, mặc dù khuôn mặt không có nhiều nét giống của tôi".
Tổ tiên đầu tiên của bà ở Tây Ấn là Trung tướng William Byam, một sĩ quan Hoàng gia, năm 1644 đã bảo vệ Bridgwater chống lại một lực lượng nghị viện. Bị giam cầm trong Tháp Luân Đôn, ông được phép di cư đến Tây Ấn. Sau khi vua Charles II phục hồi năm 1660, ông được cấp di sản ở Antigua.

## Cuộc đời và sự nghiệp
Phyllis Shand kết hôn với Robert Allfrey, một kỹ sư người Anh Oxford, và họ có năm người con, bao gồm cả con trai nuôi của họ, Robbie và David, từ một đặt phòng Carib. Con gái của họ là Phina, một sinh viên tốt nghiệp Đại học Oxford khác đã thiệt mạng trong một tai nạn xe máy ở Botswana.
Về chính trị, Allfrey thành lập Đảng Lao động Dominica. Về việc thành lập Liên bang Tây Ấn, điều này được liên kết với Đảng Lao động Liên bang Tây Ấn và năm 1958, bà được bầu vào cơ quan lập pháp Tây Ấn mới, đại diện cho Dominica. Trong vài tuần, bà đã phục vụ trong chính phủ của Sir Grantley Adams với tư cách là Bộ trưởng Bộ Lao động và Xã hội và là bộ trưởng phụ nữ duy nhất của Liên đoàn mới. Năm 1941, Allfrey đã thiết lập mối liên hệ với Tribune, tờ báo cánh tả của Đảng Lao động Anh, từ năm 1941 đến 1944, những bài phê bình, thơ và truyện ngắn của bà xuất hiện thường xuyên bên cạnh những người đóng góp thường xuyên như Naomi Mitchison, Stevie Smith, Julian Symons, Elizabeth Taylor, Inez Holden và George Orwell, những người đã trở thành biên tập viên văn học của tờ báo vào năm 1943. Phyllis Shand đứng thứ hai trong một cuộc thi thơ quốc tế được đánh giá bởi Vita Sackville-West.
Bà đã biên tập Dominica Herald cũng như các xuất bản và viết cho một tờ báo khác, The Dominica Star, vào khoảng năm 1965 đến 1982.

## Qua đời
Allfrey chết ở Dominica năm 1986, hưởng thọ 77. Một bộ tuyển tập các truyện ngắn của bà, It Falls Into Place, được xuất bản năm 2004. Bà đã để lại một cuốn tiểu thuyết chưa xuất bản, In the Cabinet. Một tập thơ của bà, Love for an Island: the Collected Poems of Phyllis Shand Allfrey đã được xuất bản năm 2014 

## Ấn phẩm
- In Circles (tập thơ, 1940)
- Palm and Oak (tập thơ, 1950)
- The Orchid House (1953)[10]
- It Falls into Place (2004) [11]
- Love for an Island: the Collected Poems of Phyllis Shand Allfrey [12]